# Carbonara (famiglia trevigiana)
I Carbonara furono una nobile famiglia coinvolta nella storia medievale di Treviso.

## Storia
Le origini della casata sono molto incerte, vista anche la scarsità di notizie. Gerolamo Biscaro li ritiene originari di Carbonaria, località identificata con l'attuale Marcon e avevano diverse proprietà nel territorio attorno a Mestre. Nell'XI secolo si spostarono a Treviso e, a partire da un Maior (1093), molti esponenti ricoprirono la carica di avogari, cioè amministratori dei beni diocesani, del vescovo.
Sempre secondo il Biscaro, sul finire del XII secolo la famiglia si divise in tre rami principali, che diedero origine ad altrettante importanti casate: i Tempesta (che ereditarono la carica di avogari del vescovo), i Crespignaga e i Buzolino (avogari dell'abbazia di Santa Maria Assunta di Mogliano Veneto).